# Heiko Szonn
Heiko Szonn (Forst, Brandenburg, 23 de juny de 1976) va ser un ciclista alemany que s'especialitzà en la pista, especialment en la persecució per equips. També combinà amb la carretera.

## Palmarès en pista
- 1995
  -  Campió d'Alemanya en Persecució per equips (amb Guido Fulst, Rüdiger Knispel i Robert Bartko)
- 1996
  -  Campió d'Alemanya en Persecució
  -  Campió d'Alemanya en Persecució per equips (amb Guido Fulst, Christian Lademann i Robert Bartko)

### Resultats a laCopa del Món
- 1995
  - 1r a Manchester, en Persecució per equips
- 1996
  - 1r a Atenes, en Persecució

## Palmarès en ruta
- 2002
  - Vencedor d'una etapa a la Cursa de la Pau